# 熱衝撃試験
熱衝撃試験（ねつしょうげきしけん）とは、電子部品や装置が周囲温度の変化にどのくらいの耐性があるか確認する環境試験のひとつ。

## 熱衝撃
熱衝撃（ねつしょうげき、英語：Thermal shock）とは、急激な加熱または冷却によって物体内に急激な温度変化が生じ，それに伴う衝撃的な熱応力のために物体が損傷する現象である。
対策
- 温度の変化自体を緩やかにする。
- 熱伝導率を良くして、熱ひずみを小さくする。
- 熱膨張係数の低減
- 強度を上げる
- 原子間距離の変化に対する抵抗であるヤング率を低下させる
- 安定化ジルコニアのように相変化などによって、亀裂先端の応力集中を緩和する
- 強化ガラスのように圧縮強化する。

熱衝撃抵抗
熱衝撃の抵抗性を表す指標として、次式に示す熱衝撃破壊抵抗係数{\displaystyle R_{\mathrm {T} }}が提案されている
。
{\displaystyle R_{\mathrm {T} }={\frac {k\sigma _{\mathrm {T} }(1-\nu )}{\alpha E}}\,}
（ {\displaystyle k}：熱伝導率、{\displaystyle \sigma _{\mathrm {T} }}：曲げ強さ、{\displaystyle \alpha }：熱膨張係数、{\displaystyle E}：ヤング率、{\displaystyle \nu } ：ポアソン比）

## 規格
次の規格により試験方法が規定されている。
- (廃止)JIS C 0025

→(現行)JIS C 60068-2-14：2011 (この規格は，2009年に第6版として発行された IEC 60068-2-14を基に，技術的内容及び構成を変更することなく作成した日本工業規格である)
- IEC 60068-2-14
- MIL-STD-202 Test Method 102A